# Hülshagen
Hülshagen ist ein Ortsteil der Gemeinde Lauenhagen im niedersächsischen Landkreis Schaumburg und Teil der Samtgemeinde Niedernwöhren.

## Lage
Der Ort liegt nordöstlich des Kernortes Lauenhagen. Am südlichen Ortsrand fließt die Hülse, ein Nebenfluss der Westaue. Nördlich führt der Mittellandkanal vorbei.

## Geschichte
Hülshagen wurde erstmals 1465 urkundlich erwähnt. Am 1. März 1974 wurde der Ort in die Gemeinde Lauenhagen eingegliedert.

## Söhne und Töchter des Ortes
- Friedrich Mensching (1874–1934), Landwirt und Politiker (NSDAP)
- Friederich Kölling, Kirchenkantor des ev. Bistum zu Schaumburg-Lippe Organist in Lauenhagen, Buchautor: Aus dem Kirchspiel von Lauenhagen